# Stribog
Pour le groupe de folk metal croate, voir Stribog (groupe)

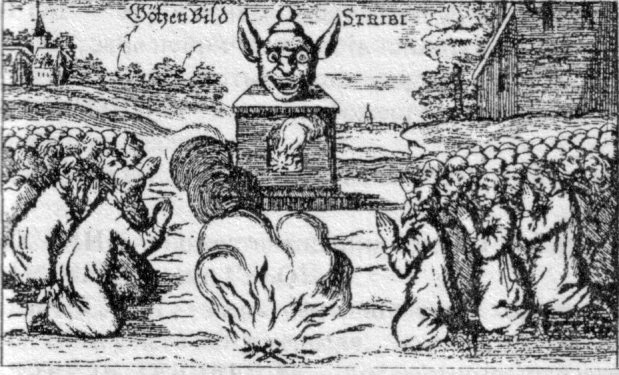
Georg Andreas Schleusing : 'La religion ancienne et moderne des Moscovites'. Amsterdam, 1698

Stribog est dans la mythologie slave le dieu des vents « âpres et sifflants ». Il fut après la christianisation assimilé au souffle du Saint-Esprit. Les paysans slaves disent encore aujourd'hui : « Si le vent est calme, c'est que Stribog joue de la flûte ».